# سبسی

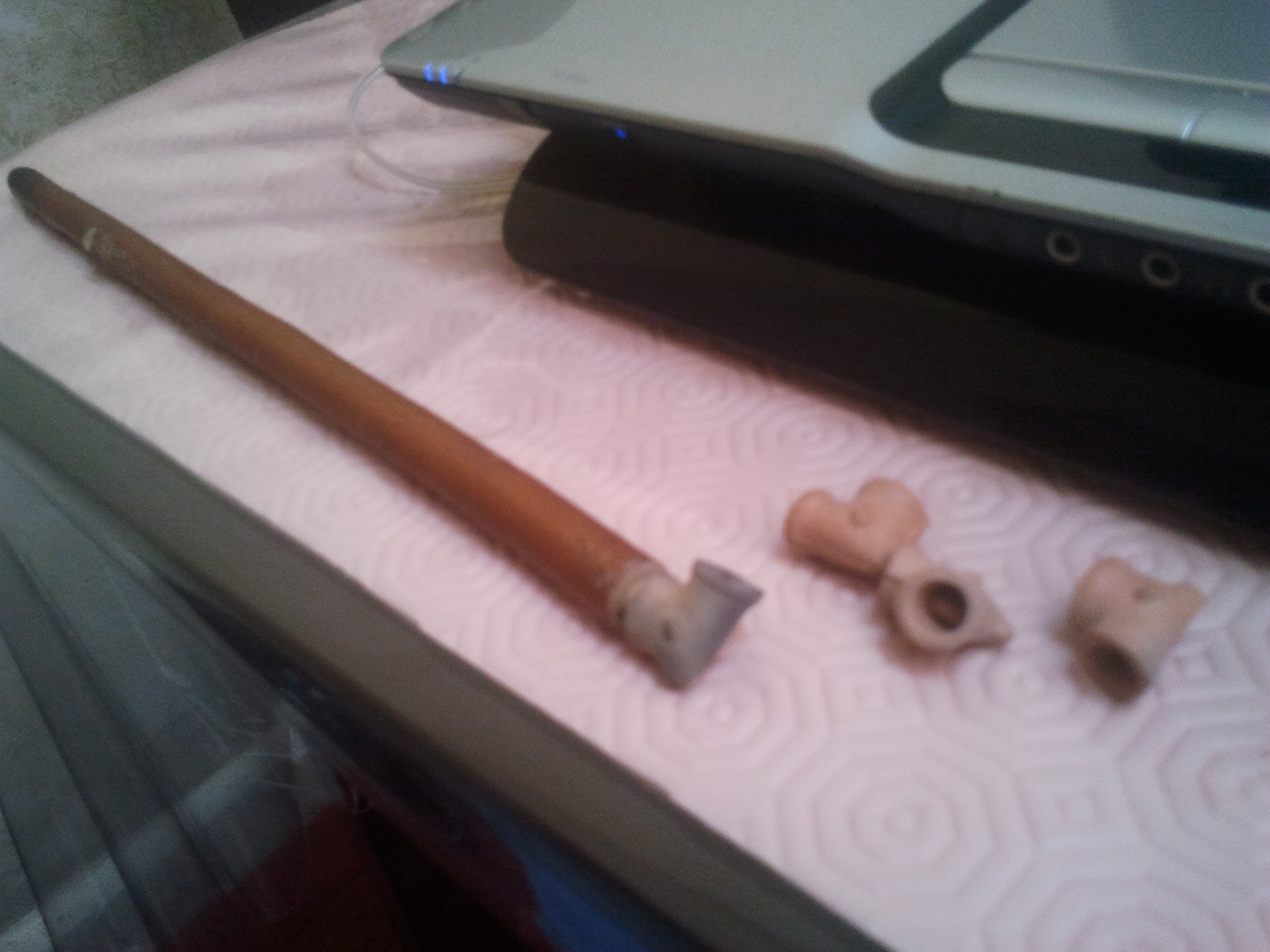
سبسی

سبسی (انگلیسی: Sebsi) یک چپق یا پیپ سنتی مراکشی با یک کاسه سفالی باریک به‌نام شقف (skuff) و صفحه فلزی ظریفی است، که برای استعمال حشیش به‌کار می‌رود. یک ساقه توخالی از چوب سخت به آن متصل است که ممکن است تا ۴۶ سانتی‌متر (۱۸ اینچ) طول داشته باشد.
سبسی برای دود کردن «کیف» استفاده می‌شده است. کیف در مراکش به کرک‌ها و بهترین قسمت‌های حشیش ریز خردشده، و مخلوط آن با تنباکو یا گیاهان دیگر اشاره دارد. مقدار کمی از کیف (معمولاً حدود ۲۵ میلی‌گرم) در سبسی با چپق‌های بزرگتر مانند چلیم هند و جامائیکا برابری می‌کند.